# Melvin Ejim
Melvin Ejim (Toronto, Ontario, 4 de marzo de 1991) es un jugador de baloncesto canadiense, con nacionalidad nigeriana, que pertenece a la plantilla del Força Lleida de la Liga ACB española. Con 2,01 metros de estatura, juega en la posición de alero. 

## Profesional
Melvin jugó cuatro años en la universidad bajo las órdenes de Fred Hoiberg, que más tarde sería entrenador de Chicago Bulls, promediando con los Cyclones en su año sénior 17,8 puntos, 8,4 rebotes y 1,2 robos de balón.
Tras no ser elegido en el Draft de la NBA de 2014, militó en su primera temporada como profesional en la Virtus de Roma. En Italia, Ejim promedió 7,9 puntos y 5,6 rebotes en 24,1 minutos tras disputar 47 partidos con el equipo romano. 
Ejim formó parte del equipo Orlando Blanco en la Liga de Verano de 2015 en las filas de Orlando Magic.
Tras jugar en los Erie BayHawks, volvió a Italia para formar parte del Reyer Venezia Mestre.
En julio de 2017 fichó por una temporada con el Unics Kazan ruso, renovando en junio de 2018 su contrato una temporada más, en la que promedió 7'4 puntos y 3'8 rebotes en Eurocup y 9'4 y 5'2 en la VTB League.
En julio de 2019, llega a España para jugar en las filas del Unicaja de Málaga por una temporada.
En junio de 2020, firma por el KK Budućnost Podgorica de la Liga Montenegrina de Baloncesto.
En la temporada 2021-22, firma por el Cedevita Olimpija Ljubljana esloveno, con el que también disputó la Eurocup en la que promedió 8,9 puntos, 4,6 rebotes y 1,3 asistencias con un 38,7% de acierto en triples en competición europea. 
El 23 de junio de 2022, regresa al Unicaja Málaga de la Liga ACB de España.
Tras tres temporadas en Málaga, en junio de 2025, se desvincula del club. Y firma, el 11 de julio de 2025, un contrato por dos temporadas con Força Lleida.

## Selección nacional
En 2012 participó de una gira por China con la selección de baloncesto de Nigeria que se preparaba para afrontar el Torneo Preolímpico FIBA, llegando a jugar 5 partidos.
De todos modos, desde julio de 2015, Ejim decidió jugar para Canadá. Ese año disputó los Juegos Panamericanos, la Copa Tuto Marchand y el Campeonato FIBA Américas. 
Al año siguiente volvió a ser convocado para participar en el Torneo Preolímpico FIBA 2016.
Ejim tiene el mérito de haber disputado dos ediciones de la Copa Mundial de Baloncesto: la de 2019 y la de 2023.
Entre julio y agosto de 2024 fue parte de la selección absoluta de Canadá, que disputó los Juegos Olímpicos de París, finalizando en quinta posición.

## Vida privada
Ejim tiene una hermana -Yvonne Ejim- y tres hermanos -Kenny, Deon y Ryan Ejim- que también han jugado profesionalmente baloncesto.